# 辛坊治郎ズーム そこまで言うか!
「辛坊治郎 ズーム そこまで言うか!」（しんぼうじろう ズーム そこまでいうか!）は、2012年4月7日から2017年9月30日、2020年7月6日からニッポン放送で放送している報道トーク番組。2020年4月30日からは7月2日までは注釈を参照。

## 概要
ニッポン放送は、2012年の上半期番組改編にて、土曜午後の放送枠にて5年半に渡って『小倉智昭のラジオサーキット』を放送して来たが、2011年11月3日に放送した、実質当該番組のパイロット番組であった『辛坊治郎のホリデーズバリ!ラジオ』を経て、2012年4月7日に当該番組をスタートさせた。番組内容は「人が見えれば、ニュースが分かる」をキャッチフレーズに、政治・経済情勢・文化・社会情勢・芸能等のジャンルから、1週間のニュースの中で辛坊独自の視点（ニュースの見方や本質）をズームして、解説する。その他に、番組スタッフが話題となっているゲストを呼んでインタビューする構成となっている。キャッチフレーズは2014年4月より「聞けばニュースが面白い!」へと変わった。
番組サブタイトルに「そこまで言うか!」と名付けられており、同年1月9日から平日夕方枠にて番組開始された『ザ・ボイス そこまで言うか!』との兄弟番組である。そのため、聴取率調査週間には双方の番組に連動企画を行うことがあり、辛坊も『ザ・ボイス』のゲストコメンテーターとして複数回出演した。
パーソナリティは元読売テレビのアナウンサー、報道局解説委員長であった辛坊が担当し、ラテ兼営放送局で無い読売テレビ出身の辛坊にとって当該番組は、ラジオの初レギュラー番組とともに首都圏に所在する放送局において、ローカル放送の初レギュラー番組となった。アシスタントはアンカーマンである飯田が出演している『ザ・ボイス』の中継リポーターであった、増田が担当。その後、2014年3月29日放送分にて産休に入るため降板し、翌週から飯田と共に『ラジオサーキット』で同時間帯を担当した増山が担当する事となった。
番組放送の中で、リスナーからのメールもしくはTwitterのツイートを紹介する。ハッシュタグは番組開始から木曜午後開始以後の2020年6月4日までは「#zoom1242」であったが、同年6月11日放送分から、後述の平日夕方帯での再スタートに向けて「#辛坊治郎ズーム」に変更した。番組の放送自体は関東ローカルであるが、後述であるPodcastでのネット配信及びRadikoプレミアムによる同時配信を行っている。
2017年8月26日放送分にて当該番組の終了が発表され、同年9月8日に同時間枠の後継番組として、『billboard JAPAN HOT100 COUNTDOWN』が放送開始することを発表した。
同年9月30日放送分で番組終了し、土曜時代の番組終了から半年後、兄弟番組であった『ザ・ボイス』も、2018年上半期の番組編成で飯田が平日朝のワイド報道番組である『飯田浩司のOK! Cozy up!』を開始するために番組終了が決定となり、当該番組の出演者3人が最初で最後の思い出づくりとして『ザ・ボイス』に揃って出演した。
その後、2020年2月までは聴取率調査週間前後に特番として編成されて来たが、2020年 日本プロ野球の新型コロナウイルスによる社会・経済的影響でペナントレース開幕が延期となったこと、また、午後ワイドである『DAYS』のパーソナリティ配置替えに伴って曜日が縮減されたため、実質『DAYS木曜』の代替として期間未定の特番扱いでプロ野球開幕まで番組がレギュラー復活する事を発表。復活以後、同年7月5日から放送時間が移動し、『草野満代 夕暮れWONDER4』を終了させ、当該番組の長兄番組である『ザ・ボイス』のかつての放送枠であった、平日夕方に移動する事が発表された。平日夕方帯の時間帯で再スタートから3日後の同年7月8日の番組放送前に同局のイマジンスタジオにて行われた社長定例会見の場に辛坊が登場し、当該番組のPR取材会が行われた。新たなキャッチフレーズは「無邪気な視点で、今一番気になる話題を、忖度なく語るニュース解説番組」。
また、番組開始時間が『高嶋ひでたけの特ダネラジオ 夕焼けホットライン』終了以来、10年振りに16時から30分前倒しされ、15時30分に変更し、同様のニュースを扱う裏番組の開始時刻と同じとなった。但し、飯田は平日帯で『OK! Cozy up!』に出演しており、労務管理上の都合で木曜のみの出演となる。

## 出演者
肩書無しはニッポン放送のアナウンサー

### パーソナリティ
- 月 - 木曜：辛坊治郎（ニュースキャスター、大阪綜合研究所代表、元読売テレビアナウンサー、報道局局長待遇解説委員長）[注 10] - 2012年4月7日 - 2013年3月30日、2013年10月19日 - 2017年9月30日、2020年4月30日[注 11] - 2021年3月25日[注 10]、2021年10月4日 -

### アシスタント
- 月 - 木曜：増山さやか - 2014年4月5日 - 2017年9月30日、2020年4月30日 -

- 木曜[注 12]：飯田浩司※ニュースリーダー、「Zoom On!」コーナー進行[注 13] - 2012年4月7日 - 2017年9月30日、2020年4月30日 -

### その他出演者

#### リポーター
ATOMは前枠番組の『夕暮れWONDER4』からそのまま継続
- 月、火曜：ATOM（根本朋之）（リポーター、コメディアン） - 2020年7月6日 -
- 水、木曜：内田雄基（ニッポン放送アナウンサー、リポーター） - 2023年8月2日 - [注 14][20]

#### ナレーション
- ALAN J[注 15] (ラジオパーソナリティ、ナレーター)

### ゲスト
週替り代理パーソナリティ時、ゲストトークゾーンが多数未構成。また、濃縮（短縮）版はコーナー自体が休止

### その他の出演者
辛坊の代理パーソナリティ及びスタジオアシスタント
- 中田宏（衆議院議員、元横浜市長） - 2012年9月15日、2013年4月13日、5月11日、7月27日、9月7日
- 八代英輝（弁護士） - 2013年4月6日、4月20日、5月18日
- 鈴木哲夫（政治ジャーナリスト、元日本BS放送報道局長） - 2012年12月22日、2013年6月8日
- 津田大介（ジャーナリスト、ネオローグ代表取締役社長） - 2013年5月4日、6月22日
- 竹中平蔵（経済学者、元金融担当大臣） - 2013年5月25日、6月29日、8月3日
- 原田武夫（原田武夫国際戦略情報研究所代表） - 2013年6月1日、8月17日、9月14日
- 小林よしのり（漫画家） - 2013年6月15日、8月10日
- 藤井聡（京都大学大学院工学研究科教授）- 2013年6月22日
- パトリック・ハーラン（パックンマックン）- 2013年7月20日
- 舛添要一（国際政治学者、元厚生労働大臣） - 2013年8月10日、2020年6月4日[注 35]、2021年4月12日[注 36]、5月18日[注 36]、7月19日[注 36]
- 小倉淳（元日本テレビアナウンサー）- 2013年9月21日
- 三橋貴明（作家）- 2013年9月28日
- 立川志らく（落語家）※月曜 - 2020年5月28日[注 37]、2021年1月4日[注 38]、3月15日[注 39]、3月29日 - 9月27日、2023年8月21日
- 小倉智昭（フリーアナウンサー、元東京12チャンネルアナウンサー） - 2021年3月16日[注 40]、3月30日、4月6日、5月11、25日、6月1、15、29日、7月13日、8月17日、2022年8月31日[注 41]、2023年8月23日
- 吉田尚記※水曜 - 2021年3月15日[注 42]、4月1日 - 9月29日
- 笠井信輔（フリーアナウンサー、元フジテレビアナウンサー） - 2021年4月13日
- 増田英彦（ますだおかだ） - 2021年4月20日、6月8日、7月27日、8月3日、9月14日、2022年8月16日
- 竹田恒泰（作家、憲法学者） - 2021年4月27日2021、9月7日
- 登坂淳一（フリーアナウンサー、元NHKアナウンサー） - 2021年5月4日
- カンニング竹山（お笑いタレント） - 2016年11月5日[注 43]、2021年5月18日
- 竹内弘一（フリーアナウンサー、元KBS京都アナウンサー） - 2021年6月22日
- ふかわりょう（タレント） - 2021年7月6日
- 萱野稔人（哲学者、津田塾大学総合政策学部教授） - 2021年7月20日、8月31日、2023年9月19日
- 堀潤（フリーアナウンサー、ジャーナリスト、元NHKアナウンサー） - 2021年8月10日、8月24日、9月27日、2022年8月15日、8月30日[注 41]、2023年8月22日、9月20日
- 古舘伊知郎（フリーアナウンサー、元テレビ朝日アナウンサー） - 2020年7月27日[注 44]、2021年5月3日[注 45]、9月16日
- 野村修也（弁護士） - 2022年8月17日
- 須田慎一郎（ジャーナリスト） - 2022年8月29日[注 41]

飯田が休暇、不在時のニュースキャスター・アシスタント
- 山本剛士 - 2012年11月10日
- 新保友映（当時：ニッポン放送アナウンサー）- 2013年4月20日
- 岡宏（ニッポン放送 報道部記者）- 2013年9月21日
- 内田雄基 - 2020年10月8日、2021年3月1 - 3日[注 47]、2023年3月6 - 9日、9月12日
- 熊谷実帆 - 2023年9月11日
- 箱崎みどり - 2023年9月13日

「街角～」リポーターが休暇、体調不良時の代理リポーター
- 内田雄基 - 2022年2月9・10日[注 48]、2023年5月25日[注 49]、6月1日[注 49]
- 熊谷実帆 - 2022年9月7日[注 49]
- 吉田尚記 - 2023年5月31日[注 49]
- 前島花音 - 2023年6月7・15日[注 49]、7月5日
- 箱崎みどり - 2023年6月8日[注 49]
- ひろたみゆ紀 - 2023年6月14日[注 49]

### 過去出演者

#### アシスタント
- 増田みのり（当時：ニッポン放送アナウンサー） - 2012年4月7日 - 2014年3月29日

#### レポーター
- 吉田悠希（タレント、リポーター） - 2020年7月8日 - 2023年7月27日[注 50]

## 制作スタッフ

### 現在

#### 構成作家
- 鍋谷直輝（ジェットプロダクション 代表取締役）火曜～木曜（ニッポン放送関西支社から生放送時も同行） - 『激論Rock&Go!』以後[注 51]
- 長沼けい子※火曜 - 2020年7月6日 -

## タイムテーブル

### 現在
※2025年3月31日時点
| タイムテーブル                           | タイムテーブル                                        | タイムテーブル |
| 時刻                                     | 内容                                                  | 備考 |
| ---------------------------------------- | ----------------------------------------------------- | --- |
| 15:30.00                                 | オープニング                                          | 『ザ・ラジオショー』番組終了直後、ステブレレスでオープニング 辛坊の休演期間中は、出港後日本本土から離岸以降「生存確認テレフォン 5時の辛坊」のハイライト音源を入れていた。 『ザ・ボイス』放送時代と同様、日経平均株価・終値と東京外国為替市場・USドルの値を紹介。 |
| 15:45.30                                 | ズームフラッシュ                                      | 増山が出演していた『ザ・フォーカス』の「ニュースフォーカス」と 同様に、1分間で前日放送終了の夕方以後から放送当日のニュースを 増山が読み上げる。 |
| 15:48.00                                 | Zoom On!（パート1）                                   | 番組がピックアップした複数のニュース項目の解説を行う また、扱うニュースによっては中継で同局報道スポーツコンテンツセンター記者である畑中秀哉、当該番組の水曜ニュースデスクでもある宮崎裕子、藤原高峰、また、同局関西支社の営業社員が記者として取材リポートを入れる。 |
| 15:57.00                                 | ニッポン放送交通情報（日本道路交通情報センター）      | |
| 16:00.00                                 | 4時のニッポン放送ニュース                             | 時報直後からそのまま定時ニュースOPシングル |
| 16:05.00                                 | 16時台オープニング                                    | |
| 16:11.00                                 | Zoom On!（パート2）                                   | 主に同時間帯では、実質的に「教えて!センセイ」と同様に、ゲストをスタジオ もしくは電話にて招いてニュースをトークする。 |
| 16:29.00                                 | ショウアップナイタートゥデイ                          | ナイターイン時期のみのコーナー 放送日の『ショウアップナイター』の中継カード事前情報を伝える。中継カードがない月曜は「Zoom On!」補填枠扱い。 |
| 16:33.00                                 | そこまでズーム                                        | 『ザ・ボイス』放送時は番組からのお知らせ、またはリスナーメールに対してトークの補填枠尺であったが、当番組ではしっかり産經新聞の紙面を紹介する。 以前は夕刊フジの紙面を取り扱ったが2025年1月31日発行をもって夕刊フジが休刊となり、しばらくは産經新聞presents冠で続けたが、コーナータイトルがそのまま「そこまでズーム」となった。 |
| 16:38.30                                 | ニッポン放送交通情報（日本道路交通情報センター）      | |
| 16:40.00                                 | メッセージ紹介                                        | |
| 16:44.00                                 | ラジオリビング                                        | 16時台のラジオリビング枠。リビング年内業務終了以降は「Zoom On!」補填枠扱い。 |
| 16:50.00                                 | 街角ステーション 噂を求めてどこまでも!                | NRN系列企画ネットの中継コーナー 前番組からの継続、木曜はスポンサーの関係でその関連施設からのリポートに なる場合がある。 |
| 16:55.00                                 | そこまでお天気                                        | |
| 16:57.00                                 | ニッポン放送交通情報（日本道路交通情報センター）      | |
| 17:00.00                                 | 17時台オープニング                                    | |
| 17:03.00                                 | 5時の産経新聞ニュース                                 | |
| 17:10.00                                 | Zoom On!（パート3）                                   | |
| 17:24.00 （ナイターオフの月曜 17:26.30） | ニッポン放送交通情報（日本道路交通情報センター）      | |
| 17:25.30 （ナイターオフの月曜 17:28.30） | エンディング （ズームオン・ミュージック・リクエスト） | 「ズームオン・ミュージック・リクエスト」は番組に寄せられたリクエストから辛坊が一曲セレクトしてかける。 曲紹介後、放送日当日の『ショウアップナイター』中継カード、または次番組である『小島奈津子のおかえりなさい』（月曜）または『鶴光の噂のゴールデンリクエスト』（火 - 木曜）の案内、翌日分の『OK! Cozy up!』、木曜のみ増山が出演する『春風亭一之輔 あなたとハッピー!』各予告及び企業タイアップ特別番組若しくはPodcast番組の告知を行う。 聴取率調査週間でかつ火～木は『鶴光の噂のゴールデンリクエスト』出演者とクロストーク。 |

### 過去

#### 土曜時代
2012年4月から2017年9月まで
また、『ショウアップナイタースペシャル』、『Jリーグラジオ』や特別番組で放送時間が1時間の
「濃縮バージョン（短縮放送）」となる場合は、幾つかのコーナーはカットされた
| タイムテーブル | タイムテーブル                                        | タイムテーブル |
| 時刻           | 内容                                                  | 備考 |
| -------------- | ----------------------------------------------------- | --- |
| 13:00.00       | オープニング                                          | |
| 13:10.00       | ニッポン放送ニュース                                  | |
| 13:13.00       | Zoom On!（前半パート1）                               | 番組がピックアップしたニュース項目の解説を行う 2013年9月までのコーナー名は「Key Person」 当時、飯田は生放送、録音共にこのパートから出演していた |
| 13:25.00       | ニッポン放送交通情報                                  | |
| 13:27.00       | Zoom On!（前半パート2）                               | |
| 13:45.00       | 週刊ズームワード                                      | Yahoo! JAPANのサービスであった、Yahoo!検索ランキング を元に上位ワードと急上昇ワード100位の中から注目のキーワードを 紹介する                     |
| 13:55.00       | ニッポン放送天気予報                                  | |
| 13:56.00       | ニッポン放送交通情報（警視庁）                        | |
| 14:00.00       | 2時台オープニング                                     | |
| 14:04.00       | ニッポン放送ニュース                                  | |
| 14:07.00       | 教えて!センセイ                                       | 「タイムリーズーム」からプチリニューアル 各専門の分野のスペシャリストがその道の事柄を解説する。                                                 |
| 14:27.00       | ニッポン放送交通情報（首都高）                        | |
| 14:29.00       | Zoom On!（後半戦）                                    | |
| 14:49.00       | ショウアップナイタートゥディ （プロ野球シーズンのみ） | |
| 14:52.00       | ニッポン放送天気予報                                  | |
| 14:53.00       | ニッポン放送交通情報（九段センター）                  | |
| 14:55.00       | エンディング                                          | |

#### 激論Rock&Go!
※2020年6月25日時点
生放送につき、記載されている時間は目安
放送枠が『DAYS』の放送枠のため、内包番組等は継続扱いであった
また、土曜レギュラー時代に行っていた、番組内で楽曲を流すことは木曜午後時代は行なって無い
| タイムテーブル | タイムテーブル                                          | タイムテーブル |
| 時刻           | 内容                                                    | 備考 |
| -------------- | ------------------------------------------------------- | --- |
| 13:00.00       | オープニング                                            | |
| 13:20.00       | Zoom On!                                                | 番組がピックアップしたニュース項目の解説を行う |
| 13:33.00       | ニッポン放送交通情報（警視庁）                          | |
| 13:35.00       | ハロー神奈川                                            | 内包番組ゾーン |
| 13:39.30       | メッセージ紹介                                          | |
| 13:43.00       | ニッポンチャレンジドアスリート                          | 内包番組ゾーン |
| 13:50.00       | ニッポン放送ニュース                                    | |
| 13:55.00       | メッセージ紹介                                          | |
| 14:00.00       | 14時台オープニング&メッセージ紹介                       | |
| 14:08.00       | 教えて!センセイ                                         | 週替わりゲストとのトークコーナー 14時台のゲストトークが無い場合は「Zoom On!」後半戦 |
| 14:38.00       | ニッポン放送交通情報（警視庁）                          | |
| 14:40.00       | ラジオリビング                                          | 14時台のラジオリビング枠 |
| 14:43.00       | ショウアップナイター一番乗り!                           | ナイターイン時期のみのコーナー 放送日の『ショウアップナイター』の中継カード事前情報を、現地の実況担当 アナウンサーに電話を繋ぐか中継先球場が近距離な場合は実況担当アナウンサーが スタジオ入りして伝える |
| 14:48.00       | 菊地由美の週末コレシネマ                                | 『土屋礼央 レオなるど』、『DAYS』からの継続コーナー 菊池由美が週末に見て欲しい映画をプレゼンする 緊急事態宣言以後は電話にて定額制動画配信サービスで楽しめる作品を 紹介している                          |
| 14:53.00       | ニッポン放送ニュース                                    | |
| 14:55.00       | メッセージ紹介                                          | |
| 15:00.00       | 15時台オープニング                                      | |
| 15:07.30       | 太田胃散Presents 午後のアポイントメント 教えて!センセイ | 『DAYS』からの継続枠 15時台週替わりゲストとのトークコーナー |
| 15:50.30       | メッセージ紹介&フリートーク                             | |
| 15:53.00       | ニッポン放送交通情報（警視庁）                          | |
| 15:55.00       | エンディング                                            | リスナープレゼント当選者発表、エンディングトーク 聴取率調査週間時には、次放送枠番組である『草野満代 夕暮れWONDER4』の出演者とクロストークする場合がある                                                 |

### 過去のコーナー
- みのりズーム

「Zoom On!」とは違った視点・女性目線で増田が気になった人物や放送週の芸能ニュースを紹介する。増田が産休降板した、2014年3月末まで放送。
- プレイバックNEWS

辛坊が「ブラインドセーリング」プロジェクトで休演中、代理パーソナリティが1週間のニュースを振り返る実質の「Zoom On!」と同一コーナー。
- Weeklyズーム

ゲストとのトークゾーンコーナー。2014年3月末にて改題のため終了扱い。
- タイムリーズーム

「Weeklyズーム」からの改題。コーナー構成は同一で2015年12月末で終了。
- 教えて!センセイ

「タイムリーズーム」からの改題。コーナー構成は同一で平日夕方帯に移動時に「Zoom On!」に統合され、木曜午後枠の2020年7月2日を最後に終了。
- ニュースタイムマシーン

2014年4月から開始した14時台後半のコーナー。放送日近々の過去に起きた出来事をニッポン放送が所蔵する音源と共に振り返る構成。2017年3月末で終了。
- 新型コロナウイルス 暮らしのインフォメーション

2020年4月から月曜のみで開始し、翌週からニッポン放送一部番組全体で扱うコーナー
ニッポン放送の番組で取材した情報やリスナーからの投稿を元に新型コロナ関連の生活情報を伝える。
- 健康あるあるWONDER4

当該番組の前番組であった『草野満代 夕暮れWONDER4』のコーナーのみ内包番組扱いで移動。2021年3月31日放送分にて終了。
- TOKYO TODAY'S REPORT→TOKYO2020 パラリンピック レポート

2021年7月26日から8月5日迄同局の東京五輪専従リポーターである、水曜の代理パーソナリティである吉田がが2020年東京オリンピックを、
同年8月24日から9月2日迄、東京パラ専従リポーターで東京オリンピックではジャパンコンソーシアムに派遣されていた洗川雄司が2020年東京パラリンピックを
リポートするコーナー。
電話orビデオ通話アプリケーションにて出演し、当日の競技の模様若しくは当該コーナー出演後に取材する競技会場の競技の展望を扱う
- 生存確認テレフォン 5時の辛坊→生存日記 帰国後の辛坊です!

2021年3月29日放送分から、辛坊の太平洋横断再挑戦に伴う番組スタジオ出演休演に伴い、17時のOPトークゾーンにてニッポン放送が辛坊に貸与したイリジウム携帯電話に架電し、辛坊の生存確認を行う。
2021年6月17日（日本時間）にサンディエゴに到着したが、ニッポン放送側に開陳しなかった事情で日本帰国迄航海を継続する事となり、同コーナーも日本帰港時まで継続。
同年8月24日に、辛坊が大阪淡輪ヨットハーバーへ帰港したことに伴い、正式に同コーナーは終了。
鍋谷の到着当日にイリジウム携帯電話はニッポン放送への返還に伴い回収したが、翌日以後も辛坊個人のiPhoneに加電し、到着週の木曜番組に出演し続け、9月の聴取率調査週間編成に伴って、1週間を間を挟んで9月第2週まで同コーナーを継続し『生存日記 帰国後の辛坊です!』へ改題。
17時OPトーク固定でなく、15時台OPトークパート等で加電し、辛坊の実質レギュラー復帰前の助走扱いで、9月30日まで出演させ続けている。

## 放送時間
※JST表記

### 現在
- 月 - 木曜 15:30 - 17:30[注 68] - 2021年4月1日 -

### 過去
- 土曜 13:00 - 15:00 - 2012年4月7日 - 2017年9月30日
- 木曜 13:00 - 16:00 - 2020年4月30日 - 7月2日
- 月 - 木曜 15:30 - 17:25 - 2020年7月6日 - 2021年3月31日

## 特別番組

### みんなの防災2015
防災の日付近の土曜にて編成されている、防災特番を当該番組のレギュラー3人が担当

#### 放送時間
※JST表記
- 土曜 11:00 - 15:00[注 73][44] - 2015年9月5日

#### 出演者
- パーソナリティ：関根勤
- アシスタント：増山
- ゲスト：蝶野正洋、大木聖子、さんみゅ〜、辛坊、イワイガワ
- リポーター[注 74]：飯田

### みんなの防災2016
防災の日付近の土曜にて編成されている、防災特番を当該番組のレギュラー3人が担当。また、同時間帯に放送している『八木亜希子 LOVE&MELODY』と『スイスイサタデー カロ・ソリーゾ 』のパーソナリティがゲストにて出演した

#### 放送時間
※JST表記
- 土曜 11:00 - 17:00[注 75][38] - 2016年9月3日

#### 出演者
- パーソナリティ：飯田
- アシスタント：増山
- ゲスト：八木亜希子、蝶野正洋、辛坊、時東ぁみ、荘口彰久、薗田杏奈、井上晴美
- リポーター：東島衣里

### 激論Rock&Go!
当該番組のレギュラー放送終了の約2年後、2019年8月の聴取率調査週間に特番『辛坊治郎 ズーム そこまで言うか!〜激論Rock&Go!〜（しんぼうじろう ズーム そこまでいうか! げきろんロック・アンド・ゴー!）』として復活。番組タイトルに副題として、2019年度のニッポン放送キャッチコピーである「STARTUP65 ROCK&GO!」に準え、『ROCK&GO!』が付与している。同年8月以後、聴取率週間期毎に複数回編成され、その間、前述の「概要」の項で記載の通り、木曜午後の特番以後「放送終了日不明状態」でレギュラー番組として復活した。

#### 放送時間
2019年8月26日
- 18:00 - 21:50
ゲスト：佐藤正久（参議院議員、当時：外務副大臣）、三浦瑠麗（国際政治学研究者）[46]

2019年10月13日
- 20:00 - 22:00[47]
ゲスト：中川コージ（戦略科学者、「月刊中国ニュース」編集長）

2019年12月13日
- 13:00 - 16:00[注 76]
ゲスト：堀越正巳（立正大学ラグビー部監督）※14時台、山崎聡一郎（教育研究者）※15時台

2020年2月23日
- 17:40 - 20:00[注 77]
ゲスト：中谷元（衆議院議員、元防衛大臣）

2020年4月9、16、23日
- 13:00 - 16:00[注 76]
ゲスト（9日）：戸村智憲（日本マネジメント総合研究所 理事長）※14時台、山本太郎（元参議院議員、れいわ新選組代表）※15時台
ゲスト（16日）：寺島毅（東京歯科大学市川総合病院呼吸器内科教授）※14時台、永濱利廣（第一生命経済研究所経済調査部 首席エコノミスト）※15時台
ゲスト（23日）：佐藤正久※14時台、橋下徹（弁護士、元大阪府知事、大阪市長）※15時台

### 防災スペシャル
土曜時代も「ラジオで安心 みんなの防災」キャンペーンと称して、防災の日付近に啓発企画特別番組を組んでいた。レギュラー番組終了以後の2018年は別途報道部制作の報道特別番組が組まれたが、翌19年は組まれ無かった事もあり、2020年は「ニッポン放送防災ウィーク」扱いにて当該番組を通常放送の1時間前である『激論Rock&Go!』を編成していた時間枠に拡大して編成。

#### 放送時間
※JST表記
- 木曜 14:00 - 15:30 - 2020年9月3日

#### 出演者
- パーソナリティ：辛坊
- アシスタント：増山、飯田
- 防災キャスター：畑中秀哉（ニッポン放送報道スポーツコンテンツセンター 副部長兼記者）
- ゲスト[注 79]：ロバート・ゲラー（地震学者、東京大学名誉教授）※14時台、石井裕（南房総市長）※15時台「教えて!センセイ」、荒井伸司（東京都理容生活衛生同業組合 常任理事 文化企画部長）※14時台「理容防災ネットワーク」、小泉裕之（東日本交通 渉外担当課長）※15時台「タクシー防災レポーター制度」

## Webコンテンツ
前述通り、Podcast配信として土曜時代のレギュラー放送開始した、2012年4月7日から2017年9月30日まで代理パーソナリティの放送回含めて、「Zoom On!」の前後半パート分を纏めた音源を毎週配信していた。また、著作管理上配信不可能なニュース（記者会見）、楽曲、番組BGM、コーナージングル、スポーツ実況音源は省略される。特番以降の『〜激論Rock&Go!』では、楽曲を流す時間尺は確保されて居ないが、Podcast配信やYoutubeチャンネルからのコンテンツの配信は実施していなかったが、2020年5月14日放送分からニッポン放送 PODCAST STATIONでのコンテンツ配信が再開され、構成はOPトーク含め、土曜レギュラー時代と粗々一緒である。
期間限定の配信として毎日17時に行う「生存確認テレフォン 5時の辛坊です」の4日分のまとめ、水曜日代理パーソナリティの吉田尚記と水・木番組レポーターの吉田悠希による「おしえて!よっぴー先輩」、年末には辛坊のATOMや吉田両レポーターに対する呼びかけをまとめたものが配信された。